# 束缚面罩

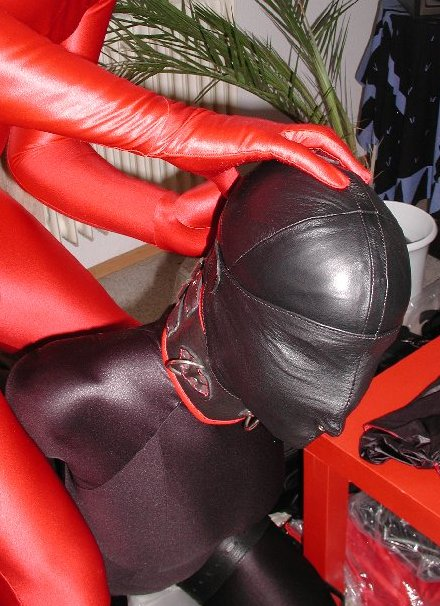
一个顺从者佩戴完全覆盖的束缚面罩

束缚面罩（英语：bondage hood也被称为gimp mask、bondage mask）是一种用于恋物的面罩。束缚面罩可以由橡胶，乳胶，PVC，氨纶，达力士或皮革制成。
完全覆盖的面罩通常用于头部束缚，对佩戴者进行感官剥夺、人格解体。
使用束缚罩可能会造成呼吸阻碍，具有一定的安全风险，需在知情同意情況下使用。